# Юрти (Слободо-Туринський район)
Ю́рти (рос. Юрты) — присілок у складі Слободо-Туринського району Свердловської області. Входить до складу Ніцинського сільського поселення.
Населення — 181 особа (2010, 186 у 2002).
Національний склад населення станом на 2002 рік: татари — 84 %.